# Diguel (Tongomayel)
Pour les articles homonymes, voir Diguel.
Diguel est une localité située dans le département de Tongomayel dans la province du Soum de la région Sahel au Burkina Faso.